# Теклость меха
Теклость меха — высыпающийся ворс, вызванный ослаблением связи дермы с волосяным покровом. Это один из самых распространенных дефектов меховых изделий.
Незначительное выпадение волос допустимо. Высыпаться, например, могут подрезанные волоски на швах — на стыках деталей, или волоски в местах тесного контакта с сидением автомобиля или сумкой (но в этом случае речь идет, скорее, не о теклости, а об обламывании остевого волоса).
Если же осыпание не прекращается, то мы имеем дело с дефектом меха.

## Причины
К причинам появления теклости меха можно отнести следующие факторы:
- искусственная линька животных;
- нарушение выделки шкур;
- повреждение паразитами.

Искусственная линька зверьков — процесс, широко применяемый на китайских фермах. Объясняется он желанием недобросовестных производителей сэкономить на выращивании зверьков и снизить себестоимость меха.
Природная линька животных происходит в конце ноября. А для получения зимнего меха уже в августе, зверькам вкалывается гормон мелатонина, вызывающий преждевременную линьку. Но кожевая ткань в этот период еще недостаточно толстая и остевой волос не стойкий. Отсюда и причины теклости меха.
Теклость меха может говорить и о неправильной выделке шкур, например, о несвоевременном консервировании, из-за чего в кожевой ткани начались процессы разложения.
Повреждение паразитами волосяного покрова шкурки приводит к обнажению корней волос, вследствие чего мы снова имеем дело с теклостью меха.

## Проверка меха на наличие дефекта теклости[4]
Чтобы выявить наличие или отсутствие в выбранном меховом изделии дефекта теклости, проведите двумя пальцами, сложенными в виде английской буквы V, по направлению роста волос. Если при этом выпадает значительное количество волосков, значит, дефект есть.